# بیسوس

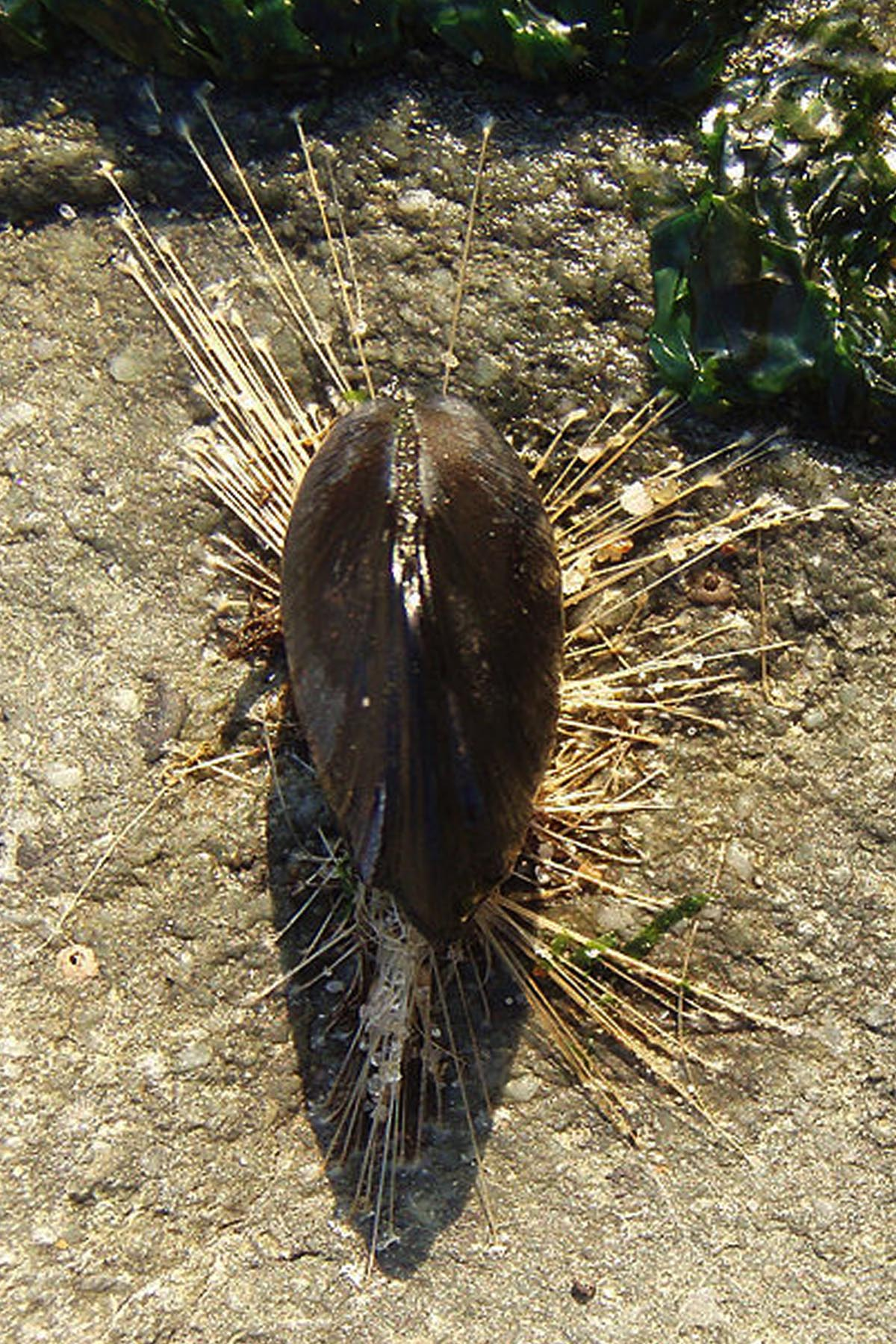
یک صدف (صدف‌های سیاه) که توسط بیسوس خود به یک صخره چسبیده است.

بیسوس (به انگلیسی: Byssus)، دسته‌ای از رشته‌ها هستند که توسط بسیاری از گونه‌های نرم‌تنان دوکفه‌ای ترشح می‌شود که وظیفه اتصال نرم تنان به یک سطح جامد را دارد. گونه‌هایی از چندین خانواده از صدف‌ها دارای بیسوس هستند.
رشته‌های بیسوس توسط انواع خاصی از نرم‌تنان دوکفه‌ای دریایی و آب شیرین ایجاد می‌شوند که از بیسوس برای چسباندن خود به سنگ‌ها، بسترها یا بستر دریاها استفاده می‌کنند. در صدف‌های خوراکی، بیسوس غیرخوراکی معمولاً به‌عنوان «ریش» شناخته می‌شود و قبل از پختن برداشته می‌شود. بسیاری از گونه‌های صدف‌ها برای لنگر انداختن خود به سطوح، نخ‌های بیسوس ترشح می‌کنند، با خانواده‌هایی مانند صدف عرشه‌دار، سیاه‌صدفان، صدف‌های قلمی، شانه‌گونان، صدف‌های سیاه رودخانه‌ای، Anomiidae و Dreissenidae.

## مکانیک
بیسوس یا هم‌تافت بیسال از نخ‌های کلاژنی خارج سلولی متعددی تشکیل شده است که به صورت شعاعی توسط صدف از یک ساقه مرکزی قرار می‌گیرند. هر نخ از سه ناحیه تشکیل شده است: یک ناحیه پروگزیمال موجدار نزدیک به بدن صدف، یک ناحیه دیستال صاف و بلندتر که ناحیه پروگزیمال را به پلاک انتهایی متصل می‌کند و خود پلاک چسبنده که صدف را به سطح متصل‌می‌کند. ناحیه پروگزیمال شامل یک غلاف راه راه است که الیاف سیم پیچی با چیدمان شل را دربر گرفته است. این سیم‌پیچ‌ها می‌توانند باز شوند تا فیبر تحت یک نیروی اعمالی گسترش یابد. ناحیه دیستال منظم‌تر است و از دسته‌های فیبر کلاژنی هم تراز تشکیل شده است که به فیبر، سفتی می‌دهد. پلاک از الیاف کلاژن مانند بر روی یک ماتریکس اسفنجی تشکیل شده است که در آن پروتئین چسب رسوب کرده و سخت‌می‌شود.
هدف بیسوس این است که صدف را به سطح مورد نظر متصل نگه دارد و برای این منظور نخ‌های بیسال باید قادر به مقاومت در برابر حرکت چرخه‌ای قوی به دلیل اعمال جزر و مد در نزدیکی خطوط ساحلی باشند که صدف‌ها در آن ساکن هستند. آزمایش مکانیکی صدف‌های زنده نشان داده است که نخ‌های بیسال می‌توانند ۳۹ درصد قبل از تسلیم و ۶۴ درصد قبل از شکستن با نرخ کرنش اسمی ۱۰ میلی‌متر در دقیقه گسترش یابند. آزمایش کشش نشان می‌دهد که رزوه‌ها سه فاز مجزا را نشان می‌دهند: سفتی اولیه از هر دو ناحیه دیستال و نزدیک، نرم شدن به دلیل تسلیم در ناحیه دیستال، و در نهایت سفت شدن مستقیماً قبل از شکست کششی. توانایی ناحیه دیستال برای تسلیم شدن قبل از شکستن، به صدف‌ها سختی مشخصه آنها را حتی تحت نیروهای جزر و مدی قوی نشان می‌دهد. متغیرهای زیادی که بر عملکرد رشته‌های بیسال تأثیر می‌گذارند، مورد مطالعه قرار گرفته‌اند، از جمله تغییرات گونه، تغییرات فصلی، اثرات دما، و اثرات پیری. اثرات دما به ویژه دمای انتقال شیشه‌ای ۶ درجه سانتی‌گراد را نشان داده است.

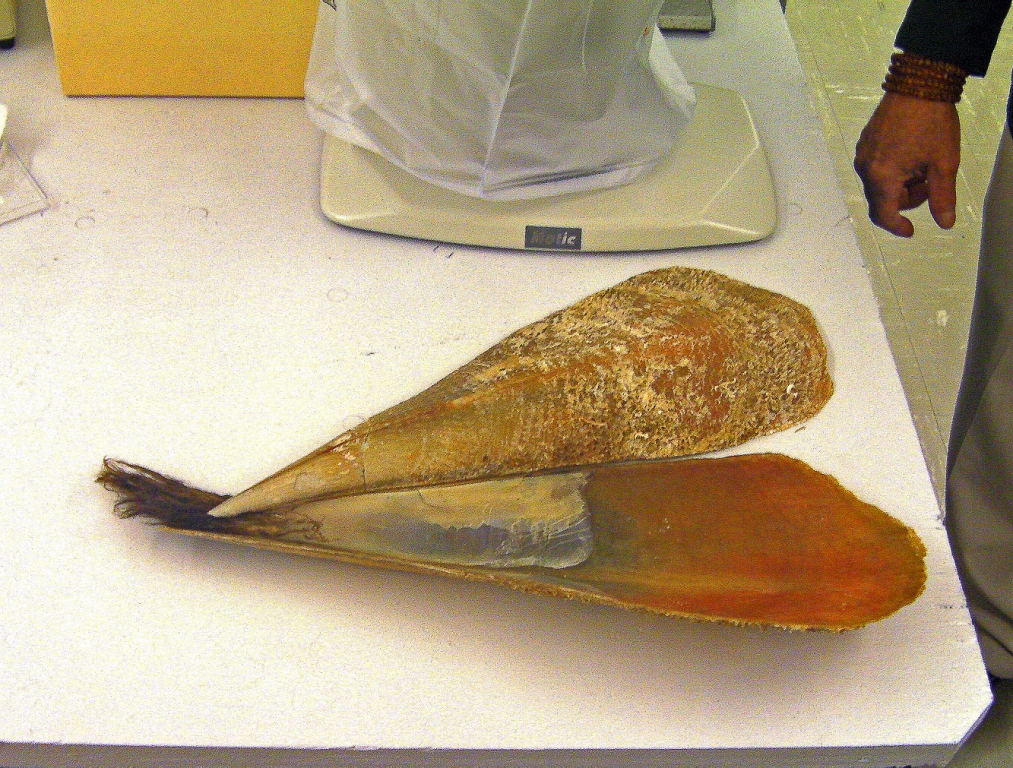
گوش‌دریایی نجیب، پوسته و بیسوس

تعداد نخ‌هایی که صدف برای اتصال استفاده‌می‌کند معمولاً بین ۶۰–۲۰ است. این می‌تواند بسته به گونه، فصل یا سن صدف متفاوت باشد. در شرایط جزر و مدی چرخه‌ای، گسترش شعاعی محل قرارگیری فیبر به صدف اجازه می‌دهد تا بیشتر الیاف خود را به‌صورت دینامیکی در جهت نیروی اعمالی تراز کند. این استرس روی هر رشته را کاهش می‌دهد و احتمال شکست و جدا شدن را کاهش می‌دهد. صدف‌ها همچنین می‌توانند کل مجموعه بیسال، از جمله ساقه مرکزی را بدون آسیب رساندن به خود، بیرون بزنند. هم‌تافت را می‌توان به سادگی بازسازی کرد و با قرار دادن الیاف ظرف ۲۴ ساعت از سر گرفته شد.
هنگامی که پای صدف با درز برخورد می‌کند، با بیرون آوردن هوا و قوس شدن به سمت بالا، یک محفظه خلاء ایجادمی کند، شبیه به یک پیستون چاه‌بازکن که گرفتگی لوله را باز می‌کند. بیسوس که از کراتین، پروتئین‌های دباغی شده با کینون (پروتئین‌های پلی فنلی) و سایر پروتئین‌ها ساخته شده است، به شکل مایع شبیه به قالب‌گیری تزریقی در فرایند بسپار به داخل این محفظه پرتاب می‌شود و به شکل یک فوم چسبنده باز می‌شود. صدف با پیچاندن پای خود در لوله و پمپاژ کف، نخ‌های چسبناکی به اندازه موی انسان تولید می‌کند. سپس صدف نخ‌ها را با پروتئین دیگری لاک می‌کند و در نتیجه یک چسب ایجاد می‌شود. دینامیک چسبندگی پلاک هم برای تقلید از چسب قوی و هم برای ایجاد پوشش‌هایی که پلاک نمی‌تواند به آن بچسبد مطالعه می‌شود. استراتژی‌های رهاسازی آلودگی مانند رنگ‌های فلوروپلیمر و پوشش‌های تزریق‌شده با روان‌کننده، یک حوزه تحقیقاتی فعال برای جلوگیری از رسوب ساختارهای دریایی توسط گونه‌های صدف مهاجم مانند صدف گورخری و کواگا (Quagga mussel) هستند.

## زیست‌تقلید

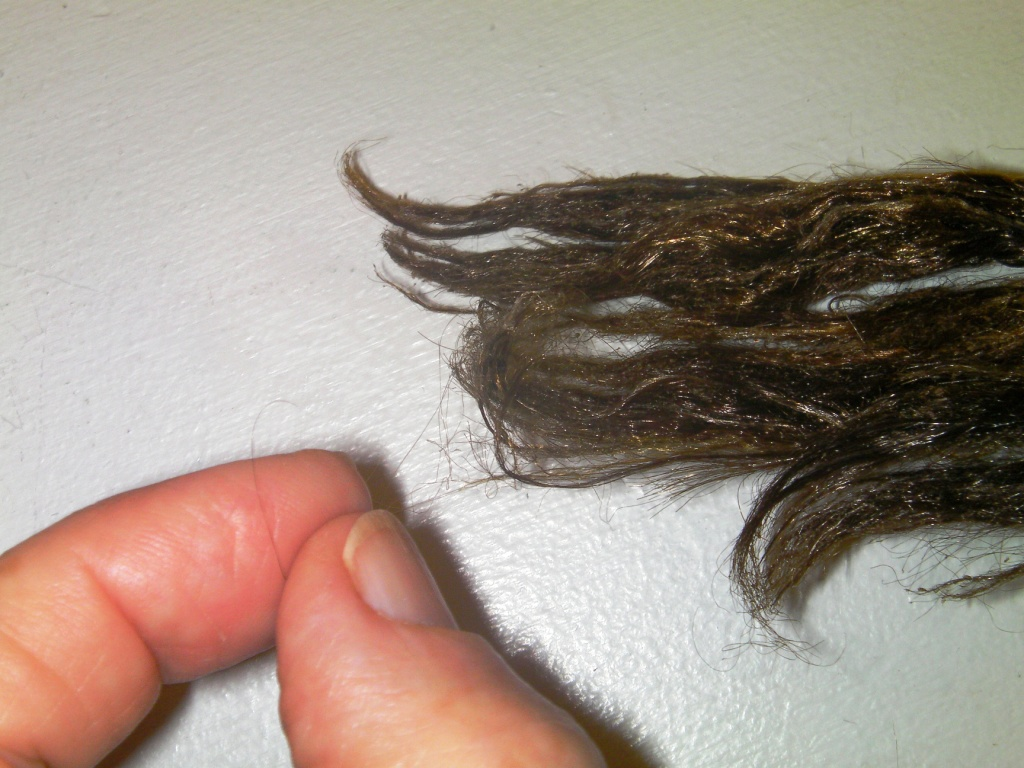
نخ‌های بسیار خوب بیسوس در گوش‌دریایی نجیب

بیسوس چسب قابل توجهی است، چسبی که مانند بسیاری از چسب‌های مصنوعی توسط آب نه تخریب می‌شود و نه تغییر شکل می‌دهد. خواص قابل توجه این چسب، به‌ویژه پروتئین‌های پای صدف (Mfps)، تلاش‌های زیادی را برای تقلید از ظرفیت چسبندگی عالی که صدف‌ها نشان می‌دهند، با تولید Mfps از طریق موجودات دیگر یا با ایجاد پلیمرهای مصنوعی با خواص مشابه، تحریک کرده است. برای مثال، مهندسان ژنتیک دی‌ان‌ای صدف را در سلول‌های مخمر وارد کرده‌اند تا ژن‌ها را به پروتئین‌های مناسب ترجمه کنند. رویکردهای مصنوعی به‌طور کلی از کاتکول به‌عنوان یک عامل اتصال متقابل برای تولید شبکه‌های بسپار مقاوم در برابر سایش استفاده می‌کنند. تقلید از Mfp-3 برای القای کواسروات یکی دیگر از ویژگی‌های کلیدی است، زیرا این ماده از انحلال جزئی در آب شور محافظت می‌کند.
کاربردهای چسب زیست‌تقلید بیسوس شامل چسب‌های زیست پزشکی، کاربردهای درمانی، و پوشش‌های ضد رسوب می‌شود.

## کاربردهای تاریخی
بیسوس اغلب به نخ‌های بلند، ظریف و ابریشمی که توسط گوش‌دریایی نجیب بزرگ مدیترانه‌ای ترشح می‌شود اشاره دارد. طول رشته‌های بیسوس از این گونه گوش‌دریایی می‌تواند تا ۶ سانتی‌متر باشد و در طول تاریخ به صورت پارچه‌ای ساخته شده است.
پارچه بیسوس پارچه‌ای کمیاب است که به‌عنوان ابریشم دریایی نیز شناخته می‌شود، که با استفاده از پوسته‌های قلم به عنوان منبع الیاف ساخته می‌شود.